# Мэтлович, Леонард
Леонард П. Мэтлович (англ. Leonard P. Matlovich; 6 июля 1943 года — 22 июня 1988 года) — техник-сержант ВВС США, ветеран войны во Вьетнаме, инструктор по проблемам расовых взаимоотношений и обладатель Пурпурного сердца и Бронзовой звезды.
Мэтлович стал первым геем-военнослужащим, намеренно раскрывшим свою ориентацию армии в целях противодействия запрету на службу геев; возможно, он — наиболее известный гомосексуал в Америке 1970-х годов после Харви Милка. Его борьба за право остаться в Военно-воздушных силах США стала cause célèbre, вокруг которой сплотилось ЛГБТ-сообщество. Его дело вылилось в статьи в газетах и журналах по всей стране, многочисленные телеинтервью и телефильм на NBC. Его фотография появилась на обложке журнала Time 8 сентября 1975 года, сделав его символом для тысяч военнослужащих-геев и лесбиянок, а также гомосексуалов в общем. Мэтлович стал первым открытым геем, появившимся на обложке американских СМИ. Согласно Рэнди Шилтсу, «это стало первым случаем, когда молодое ЛГБТ-движение „сделало“ обложку крупного еженедельника. Для движения, по-прежнему борющегося за легитимность, это событие стало поворотным». В октябре 2006 года Мэтлович был удостоен LGBT History Month как первопроходец в истории ЛГБТ-сообщества.

## Ранний период жизни и карьера
Мэтлович родился в Саванне (Джорджия), будучи единственным сыном сержанта ВВС. Леонард провёл детство на военных базах, в первую очередь на территории юга США. Мэтлович и его сестра были воспитаны как католики. Вскоре после того, как он поступил на военную службу в 19 лет, Соединённые Штаты увеличили военное присутствие во Вьетнаме, через десять лет после того, как французы прекратили колониальное присутствие там. Мэтлович пошёл добровольцем на службу во Вьетнаме и провёл там три командировки. Он был серьёзно ранен, когда наступил на противопехотную мину в Дананге.
Разместившись во Флориде недалеко от Форт-Уолтон-Бич, Мэтлович начал часто посещать гей-бары в Пенсаколе. «Я познакомился с президентом банка, работником бензоколонки — все они были гомосексуалами», — позднее комментировал в интервью Мэтлович. В 30 лет, он впервые переспал с другим мужчиной. Он открылся своим друзьям, но продолжал скрывать свою гомосексуальность от командира. Осознав несправедливость царившего вокруг расизма, Леонард вызвался быть добровольцем в программе ВВС по расовым взаимоотношениям, которая была создана после нескольких межрасовых инцидентов в армии в конце 1960-х — начале 1970-х. Он работал настолько хорошо, что ВВС послало его учить других инструкторов по стране. Мэтлович постепенно пришёл к выводу, что дискриминация, с которой сталкиваются геи, аналогична той, с которой сталкиваются афроамериканцы.

## Активизм
В марте 1974 года, ранее не зная об организованном ЛГБТ-движении, Леонард прочитал интервью в Air Force Times с ЛГБТ-активистом Фрэнком Камени, и узнал, что Камени долго ищет военнослужащего-гея с превосходной репутацией для создания дела-прецедента для постановки под сомнение запрета на службу геев в армии. Четыре месяца спустя он познакомился с Камени в доме последнего в Вашингтоне. Через несколько месяцев обсуждений с Камени и юристом Американского союза защиты гражданских свобод Дэвидом Эддлстоуном, во время которых они составляли план, Мэтлович лично передал письмо своему командиру в Лэнгли-Филд 6 марта 1975 года. Когда тот спросил «Что это значит?», Леонард ответил ему «Это означает Браун против Совета по образованию» — отсылка к решению Верховного суда США по делу 1954 года, запретившему расовую сегрегацию в школах.
Пожалуй, наиболее болезненным аспектом всего этого для Мэтловича стало признание родителям. Он открылся матери по телефону. Она была настолько ошеломлена, что отказалась рассказать об этом отцу. Её первой реакцией стало убеждение, что бог наказывает её за что-то, что она сделала, даже несмотря на то, что католическая вера не разделяет таких взглядов. Затем она представляла, что её сын недостаточно молился или мало посещал психиатров. Позже она призналась, что долгое время подозревала о гомосексуальной ориентации сына. Отец Леонарда наконец узнал об этом, прочитав в газете после того, как его дело стало достоянием общественности, на День памяти, благодаря статье на первой полосе The New York Times и передаче CBS Evening News with Walter Cronkite в тот вечер. Мэтлович вспоминал, что «тот плакал около двух часов». После этого он сказал жене, что «если он может это выдержать, я смогу это выдержать».

## Увольнение и судебное дело
В то время ВВС имела довольно плохо определённую оговорку об исключениях, позволяющих геям продолжать служить, если существовали смягчающие обстоятельства. Этими обстоятельствами были несовершеннолетний возраст или алкогольное опьянение, образцовое исполнение служебных обязанностей или единократный эксперимент (саркастически известное как правило «королевы на день»). Во время слушаний по административному увольнению в сентябре 1975 года юрист ВВС сказал ему, что если он подпишет документ, обещающий «никогда больше не практиковать гомосексуальность», в обмен на это ему будет дозволено остаться на своей должности. Мэтлович отказал. Несмотря на его превосходный военный билет, командировки во Вьетнаме и высокую результативность, комиссия сочла Мэтловича негодным для службы и было рекомендовано его уволить без почестей и привилегий или на общих основаниях. Командир базы, Элтон Дж. Торгенсен, под предлогом его послужного списка порекомендовал увольнение с хорошей аттестацией. Министр военно-воздушных сил согласился, подтвердив увольнение Мэтловича в октябре 1975 года.
Мэтлович предъявил иск за восстановление в правах, но судебный процесс был долог, а дело переносилось туда-обратно между местными и окружными судами США. Когда в сентябре 1980 года ВВС не смогли предоставить судье Герхарду Геселлу объяснение, почему Мэтлович не удовлетворял их критериям для исключений (которые к этому времени были отменены, но всё ещё могли быть применены к нему), судья приказал восстановить его в должности и повысить по службе. ВВС вместо этого предложили Мэтловичу финансовое урегулирование и уверяли его, что они найдут какую-нибудь другую причину для увольнения, если он вновь поступит на службу, или консервативный Верховный суд США примет решение против него по обращению ВВС. Мэтлович принял это предложение. Основываясь на предыдущих и будущих платежах и пенсии, ему заплатили 160 000 долларов США.

## Отлучение от церкви
Перейдя в мормонство, когда он жил в Хэмптоне (Виргиния), Мэтлович находился в ссоре со Святыми последнего дня из-за их несогласия с гомосексуальным поведением. Он был дважды отлучён церковью Иисуса Христа Святых Последних Дней: в первый раз 7 октября 1975 года в Норфолке (Виргиния), а затем вновь — 17 января 1979 года после его появления на телешоу Фила Донахью в 1978 году, без вторичного крещения. Но на то время Мэтлович уже перестал быть верующим.

## Соглашение, последующая жизнь и заболевание
С момента придавания огласки его делу, Мэтлович неоднократно помогал различным ЛГБТ-организациям в сборе средств и защите против дискриминации ЛГБТ, помогая вести кампании против выступления Аниты Брайант в Майами (Флорида) и попытки Джона Бриггса запретить вести образовательную деятельность учителям-геям в Калифорнии. Иногда его критиковали более «левые» по политическим предпочтениям люди, чем он. «Мне кажется, многие геи примкнули к либеральному лагерю только потому, что там они могут найти поддержку, необходимую им для функционирования в обществе», однажды заметил Леонард. После увольнения Мэтлович переехал из Виргинии в Вашингтон (округ Колумбия), а в 1978 году — в Сан-Франциско. В 1981 году Мэтлович переехал в город на реке Рашен-Ривер, Гернвилль, где он использовал средства от соглашения для открытия пиццерии.
С вспышкой СПИДа в США конца 1970-х, личная жизнь Леонарда эксплуатировалась в условиях истерии по поводу вируса, достигшей своего пика в 1980-х. Мэтлович продал ресторан в Гернвилле в 1984 году, переехав в Европу на несколько месяцев, где он посетил совместную могилу Гертруды Стайн и Алисы Токлас и могилу Оскара Уайльда на кладбище Пер-Лашез в Париже (Франция), после чего у него родилась идея организовать ЛГБТ-мемориал в Соединённых Штатах. Леонард ненадолго вернулся в Вашингтон в 1985 году, а затем поехал в Сан-Франциско, где он продавал автомобили Ford и вновь стал глубоко вовлечён в дела о правах ЛГБТ и борьбу за адекватное информирование и лечение СПИДа.
Осенью 1986 года Мэтлович почувствовал усталость, а затем подхватил длительный бронхит, который был не в состоянии побороть. Когда он наконец посетил врача в сентябре того же года, ему был диагностирован СПИД. Будучи слишком слабым для продолжения работы на Ford, он одним из первых получил лечение зидовудином, но его прогнозы не внушали оптимизма. Леонард ушёл на пенсию по нетрудоспособности и стал апологетом исследований СПИДа, утверждая о спасении тысяч жизней в районе Залива и по всей стране. Он объявил на Good Morning America, что у него СПИД, и был арестован в числе прочих перед Белым домом в ходе протестов в июне против отсутствия адекватного ответа на проблему СПИДа администрацией президента Рональда Рейгана.
Несмотря на ухудшающееся состояние здоровья, Леонард со слезами сделал своё последнее публичное заявление 7 мая 1988 года перед калифорнийским Капитолием во время марша сторонников прав ЛГБТ в Сакраменто:
…Я хочу, чтобы вы взглянули на флаг, наш радужный флаг, я хочу, чтобы вы взглянули на него с гордостью в сердце, поскольку у нас тоже есть мечта. И какая же это мечта? Она больше, чем американская мечта. Это всемирная мечта. Потому что в Южной Африке мы чёрные и белые, в Северной Ирландии мы протестанты и католики, а в Израиле мы иудеи и мусульмане. И наша миссия — обратиться к людям и научить их любить, а не ненавидеть. И вы знаете, что реальность ситуации такова, что до тех пор, как мы повстречались как личности, единственное общее между нами — это наша половая жизнь. И в кризисе СПИДа — а у меня СПИД — и в кризисе СПИДа, если есть одно слово, описывающее реакцию нашего сообщества на СПИД, — этим словом будет любовь, любовь, любовь.
Оригинальный текст (англ.)...And I want you to look at the flag, our rainbow flag, and I want you to look at it with pride in your heart, because we too have a dream. And what is our dream? Ours is more than an American dream. It's a universal dream. Because in South Africa, we're black and white, and in Northern Ireland, we're Protestant and Catholic, and in Israel we're Jew and Muslim. And our mission is to reach out and teach people to love, and not to hate. And you know the reality of the situation is that before we as an individual meet, the only thing we have in common is our sexuality. And in the AIDS crisis - and I have AIDS - and in the AIDS crisis, if there is any one word that describes our community's reaction to AIDS, that word is love, love, love.

## Смерть

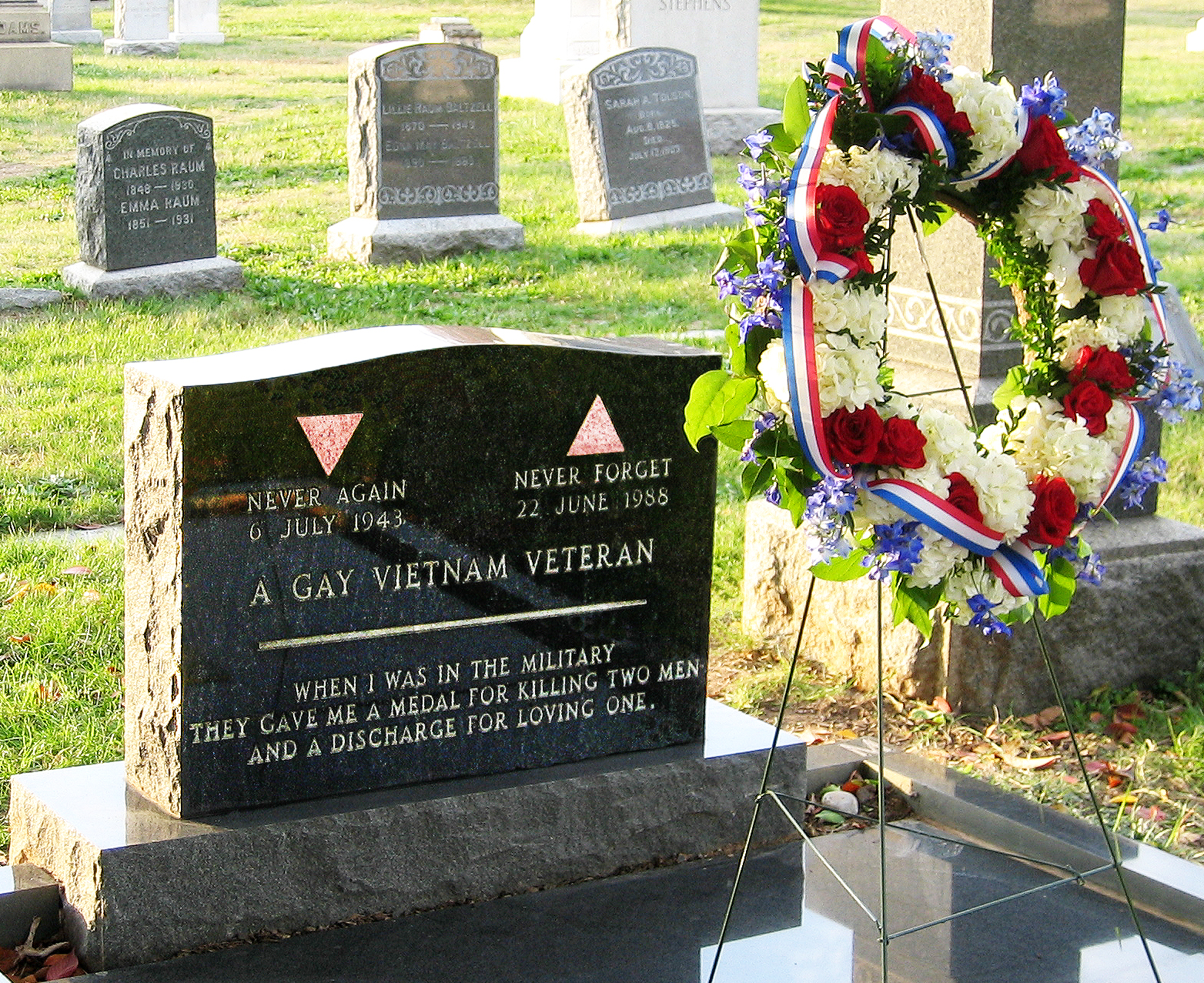
Могила Мэтловича на кладбище Конгресса. На плите написано:
«Ветеран-гомосексуал Вьетнама [войны во Вьетнаме]»
«Когда я служил в армии, мне дали медаль за убийство двоих мужчин и уволили за любовь к одному».

22 июня 1988 года, менее чем за месяц до своего 45-го дня рождения, Мэтлович умер в Лос-Анджелесе из-за осложнений, полученных от СПИДа. Его могила, расположенная на кладбище Конгресса в одном ряду с могилой Эдгара Гувера, является мемориалом всем геям-ветеранам и не содержит имени. На могильной плите выгравировано: «Когда я служил в армии, мне дали медаль за убийство двоих мужчин и уволили за любовь к одному».

## Память
Перед смертью Леонард передал свои личные документы и памятные вещи GLBT Historical Society, музейному, архивному и исследовательскому центру в Сан-Франциско. Музей рассказывает об истории Мэтловича в двух экспозициях: «Out Ranks: GLBT Military Service From World War II to the Iraq War», открывшейся в июне 2007 года, и «Our Vast Queer Past: Celebrating San Francisco’s GLBT History», которая открылась в январе 2011 года. У входа в дом, в котором он когда-то жил, на углу улиц Кастро и 18-й в Сан-Франциско, была открыта бронзовая мемориальная доска.
Кроме того, управляющий домом и близкий друг Мэтловича, Майкл Бедуэлл (англ. Michael Bedwell), создал веб-сайт в честь Леонарда и других ветеранов-гомосексуалов. Там находится история запрета службы гомосексуалов в армии США до и после появления принципа «не спрашивай, не говори» и демонстрируется роль борьбы ветеранов против запрета в контексте первых стадий гей-движения в стране.
Место захоронения Мэтловича стало достопримечательностью для активистов за права ЛГБТ со времени погребения Леонарда. Активисты, включая лейтенанта армии Дэна Чхве, сержанта штаба сухопутных войск Мириам Бен-Шалом и членов GetEQUAL устроили всенощное бдение у могилы Мэтловича перед тем, как приковать себя к ограде Белого дома (и, впоследствии, быть арестованными) в знак протеста против принципа «не спрашивай, не говори». Возле могилы находится QR-код, ведущий на статью о Мэтловиче в англоязычном разделе Википедии.